# Никифор (співімператор)
Никифор (*Νικηφόρος, д/н — 743) — співімператор Візантійської імперії у 741—743 роках.

## Життєпис
Молодший син Артабаста, коміта Опсікіон, та Ганни, доньки імператора Льва III. Народився приблизно в 720-х роках. Після захоплення батьком імператорського трону, призначається стратегом феми Фракія. Наприкінці того ж року стає співімператором. Ймовірно мав більше державного хисту, ніж його старший брат Микита.
Допомагав батькові у війні проти імператора Костянтина V. У 743 році Артабаст та його сини зазнали поразки. Никифора разом з батьком та братом було засліплено на Великому іподромі. Невдовзі після цього Никифор помер.